# Chiesa di San Martino (Follo, Piano di Follo)
La chiesa di San Martino è un luogo di culto cattolico situato nella frazione di Piano di Follo nel comune di Follo, in provincia della Spezia. La chiesa è sede della parrocchia omonima del vicariato dell'Alta Val di Magra della diocesi della Spezia-Sarzana-Brugnato.

## Storia e descrizione
Un po' appartata presso il bivio per Follo Alto, l'antica chiesa di San Martino, un tempo dipendente dalla pieve di Sant'Andrea di Montedivalli. È la chiesa più antica del comune, edificata secondo la tradizione da pellegrini francesi nel 960. Nel corso dei secoli è stata modificata; l'entrata, che era a monte, ora si affaccia sulla via principale.
L'edificio ha come caratteristica un impianto a doppia abside che si inserisce nella caratteristica tipologia lunigianese e sembra accostarsi a quello della coeva cattedrale di Brugnato, della pieve di San Prospero a Vezzano Ligure e della pieve di San Venerio di Migliarina.
Della struttura precedente oggi restano soltanto le mura perimetrali, tracce delle due primitive navate, la facciata col portale ad architrave monolitico ed il massiccio campanile quadrato. All'interno sono conservati quadri e tracce di affreschi del XV secolo, uno dei quali raffigura la parabola di San Martino e il povero pellegrino.